# NRJ Guyane
NRJ Guyane est une radio musicale privée française, diffusée à Cayenne dans le département d'outre-mer de Guyane. Adressée aux jeunes (15 à 35 ans), elle appartenait précédemment au groupe Novalis, en Guyane, qui utilisait la marque "NRJ" par accord de licence. Elle est actuellement la propriété de Wladimir Mangachoff.
Slogan : HIT MUSIC ONLY (Que du hit sur NRJ).
La programmation est composée de musiques locales et du monde (zouk, reggae/dancehall, latine, Hip-Hop), de musique française, et de variétés internationales (R'nB, etc). Cependant, la programmation pourrait tourner au même format que sa grande sœur parisienne depuis le rachat du réseau NRJ Guyane par le groupe, qui consisterait à une programmation axée sur les hits du top 40.
Le directeur du programme NRJ Guyane est Jean-Christophe Martinez.

## Fréquence
Cayenne : 97.3 FM ,
Kourou : 95.3 FM , 
Saint-Laurent-du-Maroni : 100.5 FM

## Historique
NRJ Guyane  est lancée le 13 janvier 2006 à 13 heures.

### Identité visuelle (logo)

Logo jusqu'en 2014
Logo à partir de 2014